# Ca l'Eloi (Tornabous)
Ca l'Eloi és una casa de Tornabous (Urgell) inclosa a l'Inventari del Patrimoni Arquitectònic de Catalunya.

## Descripció
Casa pairal de planta rectangular estructurada en planta baixa i dos pisos. Realitzada en pedra, amb un aparell heterogeni, amb pedres molt irregulars formant filades desiguals. La planta baixa, destinada a graner o garatge, està oberta per tres grandioses portes allindades, totes elles decorades amb un emmarcament de carreus de pedra.
La primera planta es tradueix en tres balconades idèntiques situades just a sobre de cada una de les portes de la planta baixa. Les finestres de cada balcó imiten l'estructura inferior amb el mateix emmarcament de pedra que les portes. Aquestes finestres tenen a la part superior arcs de descàrrega.
A la segona planta es trenca una mica la simetria pel que fa a les obertures. A la banda dreta s'obren dues petites finestres quadrades i un balcó, i a la banda esquerra n'hi ha dues més però més grans. Segueixen el mateix estil que la resta de la façana. Aquest detall exterior fa entendre que a l'interior hi ha dues habitacions totalment diferents.
A més de destacar la façana, també s'ha de fer referència al mur lateral esquerre de l'habitatge, ja que presenta una destacable terrassa. Consisteix en un cos annex al mur de l'habitatge, de pedra, quadrangular i de mitjana alçada. Està cobert de vegetació. Presenta una barana de ferro. A la part superior del mur s'obren dues obertures en forma d'arc de mig punt, simètriques i resguardades per una barana de fusta.

## Història
Aquesta casa havia estat propietat d'una de les famílies més riques de Tornabous. Posteriorment va ser comprada per un senyor alemany, pel que va ser anomenada durant molt temps "Ca l'Alemà". Més tard fou destinada a escola i després va ser adquirida per la família Sirera, actual propietària.